# Galium himmelbaurianum
Galium himmelbaurianum är en måreväxtart som först beskrevs av Karl Carl Ronniger, och fick sitt nu gällande namn av Károly Rezsö Soó von Bere. Galium himmelbaurianum ingår i släktet måror, och familjen måreväxter. Inga underarter finns listade i Catalogue of Life.